# 19282 Zhangcunhao
19282 Zhangcunhao è un asteroide della fascia principale. Scoperto nel 1996, presenta un'orbita caratterizzata da un semiasse maggiore pari a 3,0876012 UA e da un'eccentricità di 0,1688115, inclinata di 0,24441° rispetto all'eclittica.